# William Shakespear
Pour les articles homonymes, voir Shakespear.
William Henry Irvine Shakespear, né le 29 octobre 1878 à Bombay et mort le 24 janvier 1915 à Al-Majma'ah, est un explorateur britannique. 
Il est connu pour avoir cartographié des régions inexplorées du nord de l'Arabie et établi le premier contact britannique officiel avec Ibn Sa'ud, futur roi d'Arabie saoudite. 

## Biographie
Lors de son séjour au Koweït, Shakespear effectue sept expéditions dans l'intérieur de l'Arabie où il rencontre Ibn Sa'ud, alors émir du Nejd et gagne son amitié. Il en obtient la toute première photographie. Ibn Sa'ud n'avait jamais vu d'appareil photo auparavant. En mars 1914, Shakespear commence un voyage de 2 900 kilomètres du Koweït à Riyad et à Aqaba via le désert du Néfoud, qu'il cartographie et étudie en détail. Il est le premier Européen à le faire. En novembre 1914, les Britanniques demandent à Shakespear d'obtenir le soutien d'Ibn Sa'ud pour le Corps expéditionnaire anglo-indien mésopotamien, qui vient de prendre Bassorah.
Conseiller militaire d'Ibn Sa'ud de 1910 à 1915, il est abattu lors de la bataille de Jarrab par Ibn Shraim.
Il est inhumé dans l'ancien cimetière juif de Koweït. 
Il a été suggéré par certaines autorités, notamment St. John Philby, que la révolte arabe contre l'Empire ottoman aurait pu être dirigée très différemment si Shakespear avait survécu et que les Britanniques avaient soutenu et armé Ibn Sa'ud plutôt que Hussein ibn Ali.